# 八大家站
八大家站，是位于中国湖北省武汉市青山区红卫路街道境内的一座已经关闭的货运车站，车站站场中心位于武九铁路（武昌北环铁路）K13+575处。本站建于1955年，曾为徐青工业支线上的一个车站，后随着铁路数次延伸成为了武九铁路上的一个中间站。本站已于2018年5月随武昌北环线废线而撤销。

## 历史沿革
1955年10月，该站作为武（昌）大（冶）铁路一期工程（徐青工业支线）的一部分动工。1956年3月投入运营。1958年开办客运业务，定为四等站。
起初车站附近专用线的货物发送以及青山区民用煤炭的卸车。由于该站位于武钢职工所居住的青山红钢城附近，因此1957年8月后，开行以该站为起点，厂前胡家山为终点的通勤列车，由武钢行政处运营。客运列车乘客多为武钢职工。
随着武昌南线的建成以及蒋家墩乘降所的撤销，该站客运量逐年减少。1969年，划归武昌东车务段管辖。1984年4月，往返武钢的通勤列车停运。1988年，划归汉阳车务段管辖。
1990年10月10日，大冶站至江西省九江市南浔铁路沙河街站的大沙铁路通车，与武大铁路合称武九铁路，该站又成为武九铁路上的一个中间站。1995年，车站停办客运业务。2000年，该站日均办理接发列车30对。同年，划归武昌北站管辖。
由于车站所在的武九铁路（北环线）位于长江岸边，随着城市的发展，车站和所在线路自然成了阻碍。早在1981年的青山区规划中，本站预计在远期武大线南移工程完成，旧路基改建为市区内轻轨交通后，作为机车场使用。
2018年5月11日0时起，武九铁路武昌南环线、北环线的市郊列车停运，武昌北环铁路和八大家站也随之停用。尔后，该站将改造为铁路主题公园的一部分。

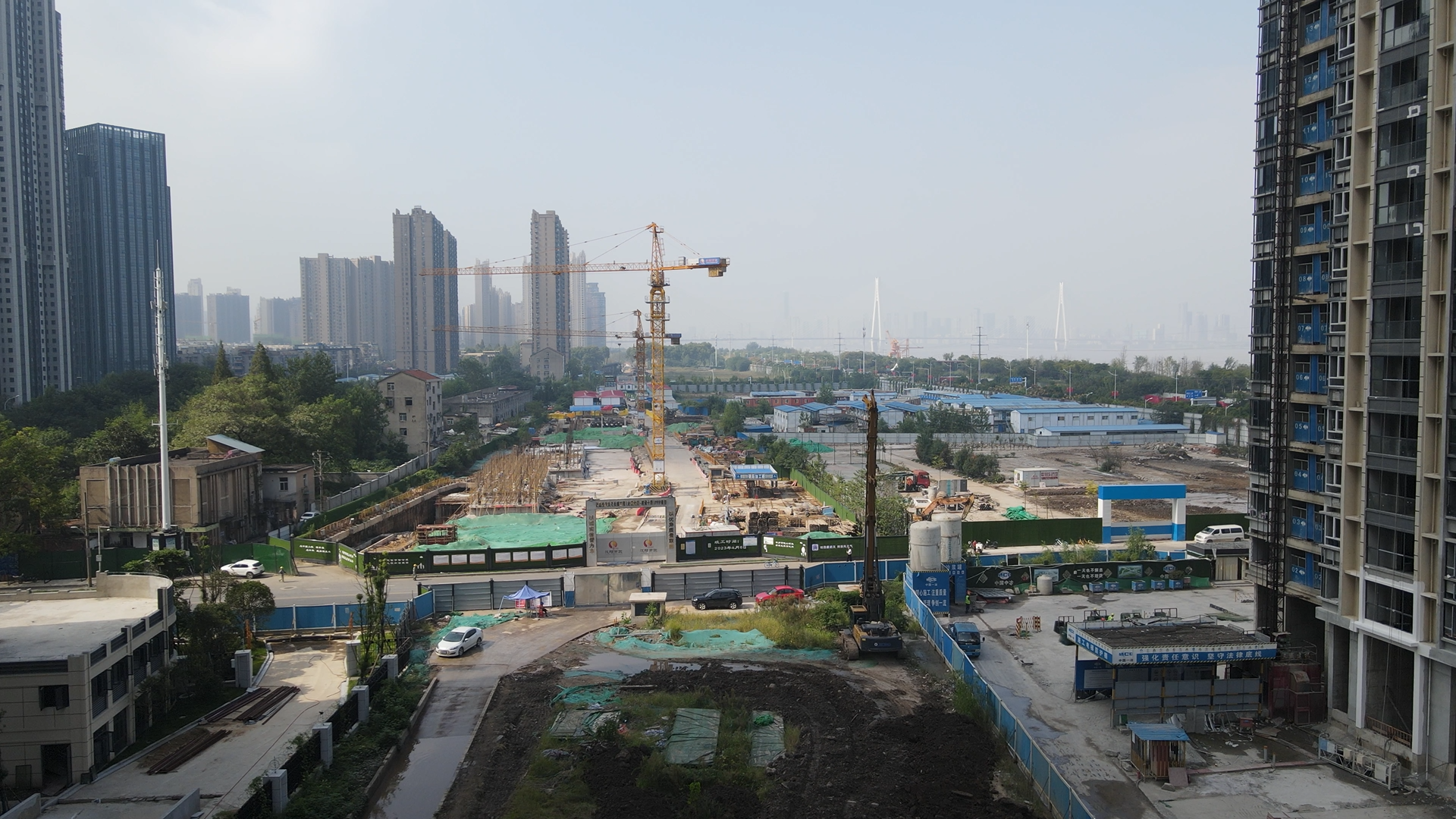
八大家站遗址（2021年）

## 站线配置
2006年时，该站专用线连接单位共计4个：
- 武汉市粮食局五库，计1条专用线。
- 武钢材料处，计3条专用线。
- 一冶材料处，计3条专用线。
- 青山硫酸厂，计1条专用线。